# 8461 Sammiepung
8461 Sammiepung este un asteroid din centura principală de asteroizi.

## Descriere
8461 Sammiepung este un asteroid din centura principală de asteroizi. A fost descoperit pe 2 martie 1981 la Siding Spring de Schelte J. Bus. Asteroidul prezintă o orbită caracterizată de o semiaxă mare de 2,65 ua, o excentricitate de 0,17 și o înclinație de 4,9° în raport cu ecliptica.